# Aline Brosh McKenna
Aline Brosh McKenna (ur. 2 sierpnia 1967) – amerykańska scenarzystka, producentka i reżyserka.
Jest współtwórczynią serialu telewizyjnego Crazy Ex-Girlfriend. Opracowała scenariusze do szeregu filmów (m.in. Diabeł ubiera się u Prady, 27 sukienek, Dzień dobry TV, Kupiliśmy zoo).

## Filmografia (wybór)
Źródło.
- Troje do tanga (1999, scenariusz)
- Diabeł ubiera się u Prady (2006, scenariusz)
- 27 sukienek (2008, scenariusz)
- Dzień dobry TV (2010, scenariusz)
- Kupiliśmy zoo (2011, scenariusz)
- Jak ona to robi? (2011, scenariusz)
- Crazy Ex-Girlfriend (2015, reżyseria)